# Grand sphinx de Tanis
Le grand sphinx de Tanis est une sculpture en forme de sphinx égyptien, sculptée en granit rose dans les années -2600, sous l'Ancien Empire. C'est l'un des plus grands sphinx conservés en dehors de l'Égypte. 

## Découverte et histoire
La sculpture a été découverte en 1825 dans les ruines du temple d'Amon, (« L'occulte », symbole du pouvoir créateur et « Père de tous les vents » dans la mythologie égyptienne), situé dans la localité égyptienne de Tanis (San el-Hagar), qui était la capitale de l'Égypte pendant les XXIe et XXIIIe dynasties.
Elle a été achetée en 1826 par Henry Salt.

## Description

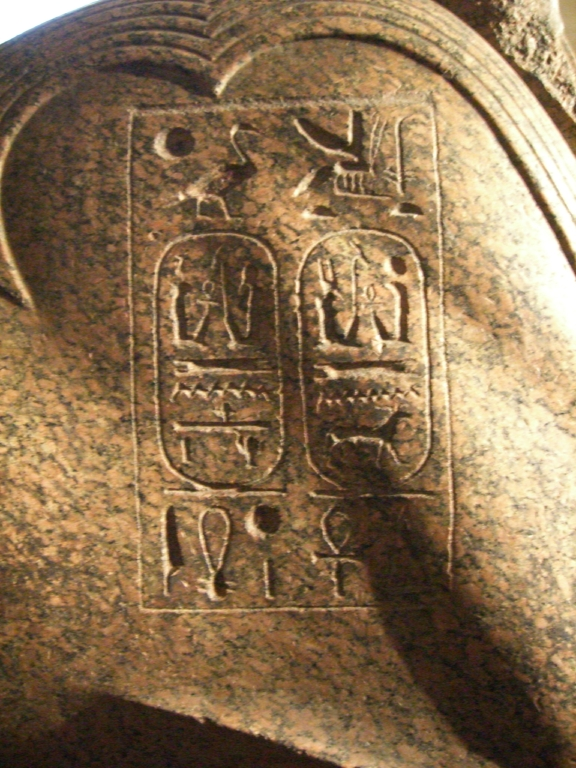
Titulature de Merenptah sur l'épaule droit du Sphinx.

Ce sphinx royal (couché, portant la coiffe Némès, avec une fausse barbe droite) est sur un socle dont les inscriptions originales ont été partiellement effacées, et dont seules sont lisibles celles allusives au pharaons Amenemhat II (XIIe dynastie), Apophis Ier (XVe dynastie), Mérenptah (XIXe dynastie) et Sheshonq Ier (XXIIe dynastie) qui se sont succédé en réutilisant le sphinx.

## Conservation
L'œuvre a été acquise en 1826 par le Musée du Louvre à Paris. Elle est exposée dans la collection du département des antiquités égyptiennes, aile Sully, niveau - 1, salle 338.

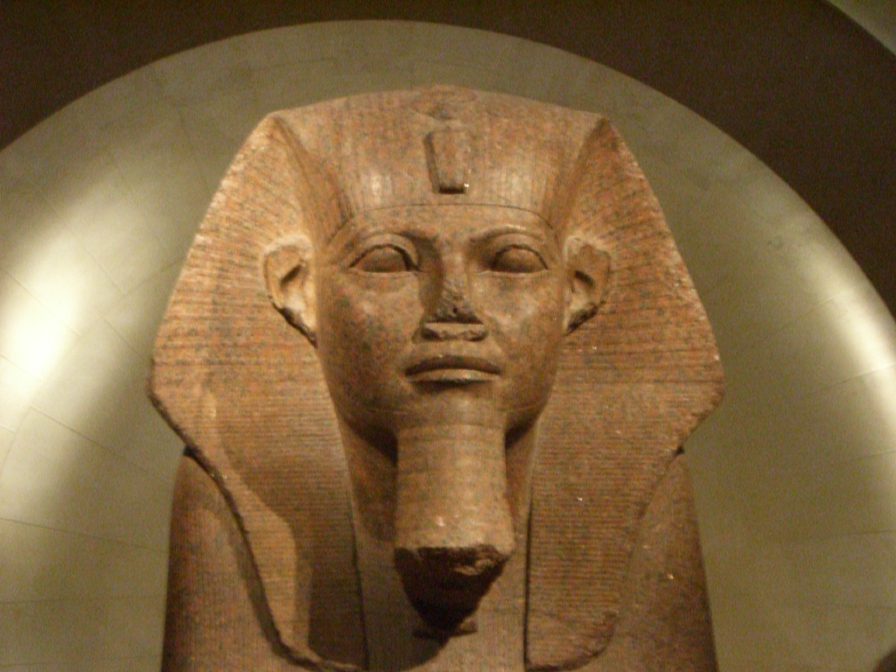
Gros plan de la tête
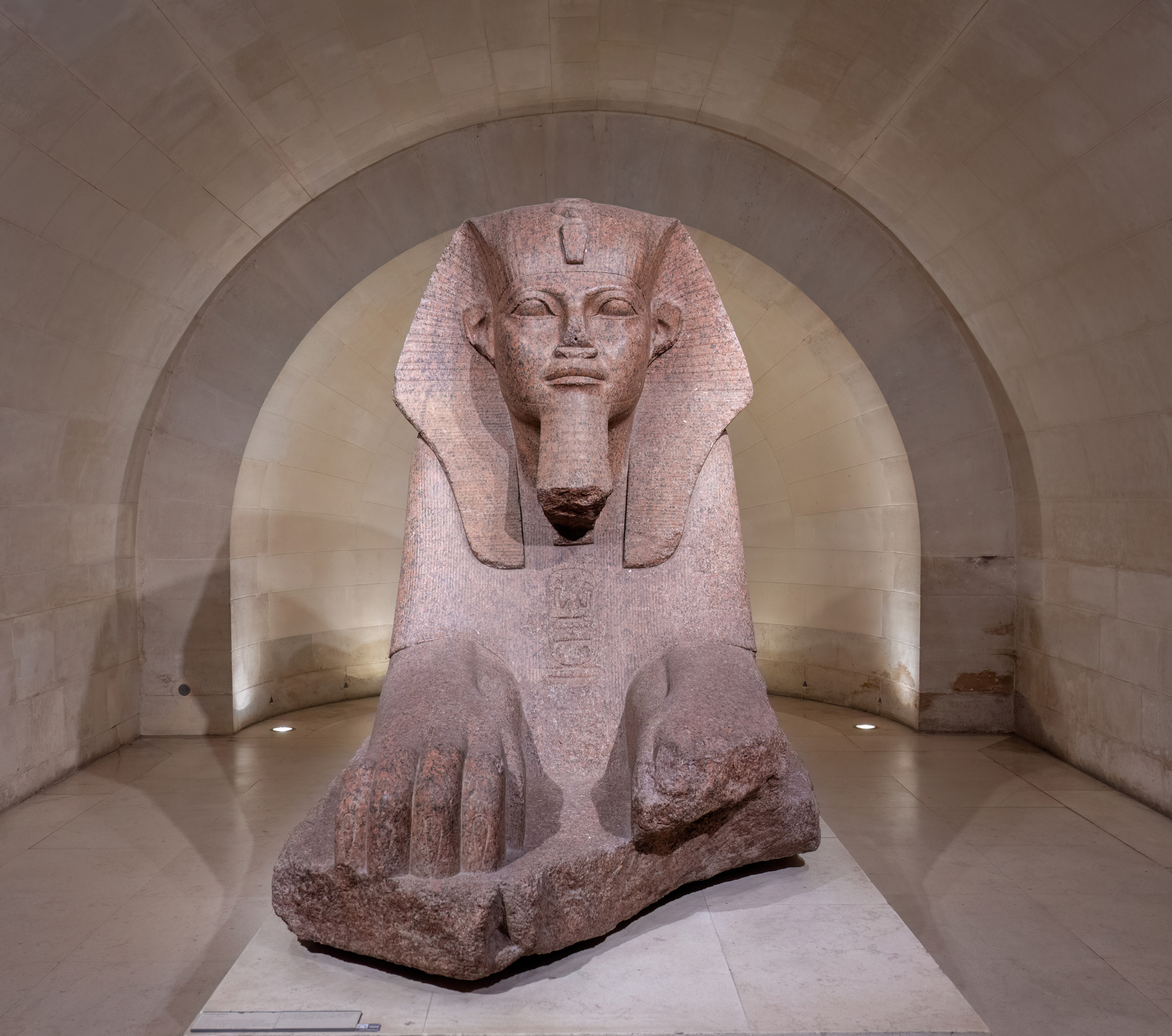
Photographié de face au Louvre